# Nad Odrą
     PZPR: 28 
     ZSL: 3 
     SD: 1 
     Niezrz.: 18 
Nad Odrą – dawna dzielnica administracyjna Szczecina, istniejąca w latach 1955–1976. Według danych z 1961 r. dzielnicę zamieszkiwały 33 992 osób. Powierzchnia dzielnicy w 1955 r. była równa 54 km², a w 1961 r. 56 km².
W 1990 r. przywrócono zlikwidowany w 1976 r. podział miasta na cztery dzielnice. Powołano wówczas nową dzielnicę o nazwie Północ, którą podzielono na 7 osiedli.

## Położenie
Dzielnica Nad Odrą graniczyła z dzielnicami:
- Dąbie na wschodzie,
- Pogodno na zachodzie,
- Śródmieście na południu.

## Osiedla
Od 1 kwietnia 1961 r. dzielnica Nad Odrą składała się z 8 osiedli:
| Nazwa           | Liczba mieszkańców (1960) |
| --------------- | ------------------------- |
| Drzetowo        | 2562                      |
| Glinki-Stołczyn | 6595                      |
| Gocław          | 800                       |
| Golęcin         | 5851                      |
| Niebuszewo II   | 5355                      |
| Skolwin         | 3924                      |
| Warszewo        | 2214                      |
| Żelechowo       | 5085                      |